# Judy Davis
Pour les articles homonymes, voir Davis.
Ne doit pas être confondu avec Judith Davis.
Judy Davis est une actrice australienne, née le 23 avril 1955 à Perth en Australie-Occidentale.

## Biographie
Née à Perth en 1955, Judy Davis a reçu une éducation catholique stricte, en étudiant au couvent de Loreto. Elle est diplômée du National Institute of Dramatic Art (NIDA) en 1977. Elle s'est mariée en 1984 avec l'acteur Colin Friels, rencontré lors de ses études au NIDA, avec qui elle a deux enfants : un fils, Jack, et une fille, Charlotte.
Après un petit rôle dans High Rolling (1977) d'Igor Auzins, elle débute véritablement sa carrière au cinéma en interprétant le rôle de Sybylla Melvyn dans le film Ma brillante carrière (1979) de Gillian Armstrong, rôle pour lequel elle reçoit le British Academy Film Award de la meilleure actrice en 1981. 
Elle est ensuite apparue dans Winter of Our Dreams (1981) de John Duigan et Heatwave (1982) de Phillip Noyce.
Elle obtient une reconnaissance internationale avec son interprétation de Golda Meir jeune (Golda Meir étant jouée par Ingrid Bergman), dans Une femme nommée Golda (1981), puis avec le rôle d'une terroriste dans le film britannique Commando (Who Dares Wins) de Ian Sharp (1982).
En 1984, elle est choisie pour être Adela Quested dans le film de David Lean La Route des Indes (A Passage to India), adapté du roman homonyme d'Edward Morgan Forster, rôle pour lequel elle a obtenu une nomination pour l'Oscar de la meilleure actrice en 1985.  
Elle revient au cinéma australien pour ses deux films suivants Kangaroo de Tim Burstall (1987), dans lequel elle est l'épouse d'un écrivain d'origine allemande et High Tide de Gillian Armstrong (1987), où elle interprète une mère qui tente de renouer avec sa fille adolescente qui est élevée par la grand-mère paternelle. Elle a été récompensée par l'Australian Academy of Cinema and Television Arts Awards de la meilleure actrice pour les deux rôles.
En 1990, elle a joué un petit rôle dans Alice de Woody Allen. Et elle a tourné de nouveau avec lui en 1992 dans Maris et Femmes, où elle tenait un des rôles principaux, ainsi que dans To Rome with love en 2012. Elle est membre du jury longs métrages, lors du Festival de Cannes 1993.
En 2014, elle est annoncée à l'audition de la nouvelle saison de la série américaine 24 heures Chrono mais elle quitte la série avant même le début du tournage, pour raisons personnelles. Elle est remplacée par Michelle Fairley.

## Filmographie

### Cinéma
- 1977 : High Rolling d'Igor Auzins : Lynn
- 1979 : Ma brillante carrière (My Brilliant Career) de Gillian Armstrong : Sybylla Melvyn
- 1981 : Pièges (Hoodwink) de Claude Whatham : Sarah
- 1981 : Winter of Our Dreams de John Duigan : Lou
- 1982 : Heatwave (en) de Phillip Noyce : Kate Dean
- 1982 : Commando (Who Dares Wins) de Ian Sharp : Frankie Leith
- 1984 : La Route des Indes (A Passage to India) de David Lean : Adela Quested
- 1987 : Kangaroo de Tim Burstall : Harriet Somers
- 1987 : High Tide de Gillian Armstrong : Lillie
- 1988 : Georgia de Ben Lewin : Nina Bailley / Georgia White
- 1990 : Flowers by Request de Susan Wallace (court métrage) : Jane
- 1990 : Alice de Woody Allen : Vicki
- 1991 : Impromptu de James Lapine : George Sand / Aurora
- 1991 : Barton Fink de Joel Coen et Ethan Coen : Audrey Taylor
- 1991 : L'Amour en larmes (Where Angels Fear to Tread) de Charles Sturridge : Harriet Herriton
- 1991 : Le Festin nu (Naked Lunch) de David Cronenberg : Joan Frost / Joan Lee
- 1992 : Il colore dei suoi occhi d'Antonio Tibaldi : The Mother
- 1992 : Maris et Femmes (Husbands and Wives) de Woody Allen : Sally
- 1993 : Dark Blood de George Sluizer : Buffy
- 1994 : Tel est pris qui croyait prendre (The Ref) de Ted Demme : Caroline Chasseur
- 1994 : The New Age de Michael Tolkin : Katherine Witner
- 1996 : Les Enfants de la Révolution (Children of the Revolution) de Peter Duncan : Joan Fraser Welch
- 1996 : Blood and Wine de Bob Rafelson : Suzanne
- 1997 : Les Pleins Pouvoirs (Absolute Power) de Clint Eastwood : Gloria Russell
- 1997 : Harry dans tous ses états (Deconstructing Harry) de Woody Allen : Lucy
- 1998 : Celebrity de Woody Allen : Robin Simon
- 2001 : Gaudi Afternoon de Susan Seidelman : Cassandra Reilly
- 2001 : The Man Who Sued God de Mark Joffe : Anna Redmond
- 2003 : Swimming Upstream de Russell Mulcahy : Dora Fingleton
- 2006 : Marie-Antoinette de Sofia Coppola : Comtesse de Noailles
- 2006 : La Rupture (The Break-Up) de Peyton Reed : Marilyn Dean
- 2012 : To Rome with Love de Woody Allen : Phyllis
- 2013 : The Eye of the Storm de Fred Schepisi : Dorothy de Lascabanes
- 2013 : L'Extravagant voyage du jeune et prodigieux T.S. Spivet de Jean-Pierre Jeunet : Jibsen
- 2015 : Haute Couture (The Dressmaker)  de Jocelyn Moorhouse : Molly Dunnage
- 2021 : Nitram : la mère de Nitram

### Télévision
- 1980 : Water Under the Bridge : Carrie Mazzini
- 1982 : Une femme nommée Golda (A Woman Called Golda) d'Alan Gibson : Golda jeune
- 1982 : Les Joyeuses Commères de Windsor (The Merry Wives of Windsor) : Mistress Ford
- 1986 : Rocket to the Moon : Cleo
- 1991 : Un contre le vent (One Against the Wind) : Countess Mary Lindell
- 1995 : Les Galons du silence (Serving in Silence: The Margarethe Cammermeyer Story) de Jeff Bleckner : Diane
- 1998 : The Echo of Thunder : Gladwyn Ritchie
- 1999 : Dash and Lilly : Lillian Hellman
- 1999 : Destins de femmes (A Cooler Climate) de Susan Seidelman : Paula
- 2001 : Judy Garland, la vie d'une étoile (Life with Judy Garland: Me and My Shadows) : Judy Garland
- 2003 : Coast to Coast : Maxine Pierce
- 2003 : The Reagans : Nancy Reagan
- 2006 : A Little Thing Called Murder de Richard Benjamin : Sante Kimes
- 2007 : Starter Wife : Joan McAllister
- 2007 : Masters of Science Fiction, épisode A Clean Escape : Deanna Evans
- 2011 : Page Eight de David Hare : Jill Tankard
- 2014 : Salting the Battlefield de David Hare : Jill Tankard
- 2017 : Feud de Ryan Murphy : Hedda Hopper
- 2018 : Mystery Road : Emma James
- 2020 : Ratched de Ryan Murphy : l'infirmière Betsy Bucket

## Distinctions
- Golden Globe Award : Meilleure actrice dans une minisérie ou un téléfilm en 1992 pour La Guerre de Mary Lindell.
- Golden Globe Award : Meilleure actrice dans une minisérie ou un téléfilm en 2002 pour Judy Garland, la vie d'une étoile.
- Australian Academy of Cinema and Television Arts Awards 2012 : Meilleure actrice pour The Eye of the Storm.